# 피터 카첸슈타인
피터 요아힘 카첸슈타인(Peter Joachim Katzenstein, 1945년 2월 17일 ~ )는 독일계 미국인 정치학자이다. 카첸슈타인은 비교 정치, 국제 관계 및 국제 정치 경제 분야에 영향력 있는 공헌을 했다.
그의 주요 집중은 그가 구성 주의적 사고의 지지자로 알려진 주간 시스템의 문화, 종교, 정체성 및 지역주의 연구에 있다. 그는 로버트 코헤인과의 공동 프로젝트를 통해 신자유주의적 제도주의 학파와 자주 연관된다. 그는 조합주의에 대한 영향력 있는 연구로 유명하다.
1945년 2월 17일 독일 함부르크에서 태어났다. 그는 열아홉 살에 미국으로 이주했다. 그는 1979년에 미국 시민이 되었다. 1970년에 그는 미국 정치학자인 Mary Fainsod Katzenstein과 결혼했다. 두 자녀가 있으며 뉴욕주 이타카에 거주하고 있다. 그는 독어 와 영어를 할 수 있다.
그는 독일에서 교육을 받은 후 미국으로 건너가 스와스모어 칼리지에서 정치학, 경제학, 문학을 전공하여 학사 학위를 받았다. 그는 M.Sc. 런던 정치경제대학교에서 박사 학위를 받고 6년 후 박사 학위를 받았다. 1815년부터 Disjoined Partners: Austria and Germany라는 제목의 논문으로 하버드 대학교에서 박사 학위를 받았다. 하버드 대학교에서 카젠슈타인은 카를 도이치의 영향을 많이 받았는데 카젠스타인이 하버드 대학원에 지원한 주된 이유였다.
그의 첫 교사 생활은 1971년 하버드 정부 부서에서 교수로 재직하면서 시작되었다. 이듬해 그는 매사추세츠 대학교에서 서유럽의 비교정치학 시간 강사가 되었다. 1973년부터 1977년까지 그는 코넬 대학에서 정부 조교수로 재직했으며 1980년까지 3년 동안 부교수로 재직했다.